# Ремянники
Ремянники — деревня в Онуфриевском сельском поселении Истринского района Московской области. Население — 3 чел. (2010), в деревне 3 улицы, зарегистрировано 1 садовое товарищество. С Истрой деревня связана автобусным сообщением (автобус № 26).
Находится в 35 км юго-западнее Истры, в верховье реки Негуч (притока Малой Истры) по левому берегу, высота над уровнем моря 221 м. Ближайшие населённые пункты — Шейно в 1 км, Бочкино в 1,5 км, Загорье и Денисиха Рузского района в 2 км.

## Население
| 2002 | 2006 | 2010 |
| ---- | ---- | ---- |
| 4    | ↘3   | →3   |